# Cymbopogon schoenanthus
Cymbopogon schoenanthus là một loài thực vật có hoa trong họ Hòa thảo. Loài này được (L.) Spreng. mô tả khoa học đầu tiên năm 1815.